# Ministerio de Educación (República Dominicana)
El Ministerio de Educación de la República Dominicana (MINERD) es el organismo estatal encargado de la planificación, gestión, administración y elaboración del modelo educativo dominicano, la administración de las escuelas públicas y la supervisión de los colegios privados. Por ley, este Ministerio recibe 4% del producto interno bruto dominicano.
Aparece como entidad propia en 1934 bajo el nombre de Secretaría de Estado de Educación y Bellas Artes, aunque no será hasta 2000 cuando sea exclusivamente de Educación, para convertirse en Ministerio de Educación en 2010. Su sede se encuentra en Santo Domingo, en al Av. Máximo Gómez, esq. Santiago, ensanche Gazcue. Su ministro es Luis Miguel de Camps, quien tomará posesión del cargo el 26 de febrero de 2025.

## Historia
Desde el año 1844 la educación estuvo a cargo del Secretaría de Estado de Justicia e Instrucción Pública (actualmente Procuraduría General de la República). En 1931, este organismo es suprimido, pasando sus atribuciones de justicia a la Procuraduría General de la República mediante la Ley n.º 79. Las atribuciones relacionadas con instrucción pública y bellas artes pasaban a la Superintendencia General de Enseñanza mediante la Ley n.º 89.
Años más tarde, el 30 de noviembre de 1934, mediante la Ley n.º 786, se crea la Secretaría de Estado de Educación y Bellas Artes, reemplazándose así el término de "instrucción pública". En 1965, pasa a llamarse Secretaría de Estado de Educación, Bellas Artes y Cultos al recibir atribuciones de la Secretaría de Estado de Relaciones Exteriores mediante de un decreto del 4 de septiembre. Posteriormente, el organismo volvería a cambiar de nombre en 1997 para convertirse en la Secretaría de Estado de Educación y Cultura mediante la Ley n.º 66-97, que redefinió el sistema educativo dominicano.
Adoptaría sus actuales atribuciones en 2000 al crearse una nueva institución, la Secretaría de Estado de Cultura, mediante la Ley n.º 41-00. Se convertiría así en la Secretaría de Estado de Educación desde el 2000 hasta 2010, cuando se convierte en Ministerio de Educación mediante el decreto 56-10.

## Estructura
Al igual que los demás Ministerios de República Dominicana, el de Educación se subdivide en viceministerios. Estos son:
- Viceministerio de Acreditación y Certificación Docente
- Viceministerio de Supervisión, Evaluación y Control de la Calidad Educativa

Dentro del Ministerio existen varias oficinas, conocidas como direcciones generales. Algunas de estas son:
| - Dirección General de Educación Inicial - Dirección General de Educación Primaria - Dirección General de Educación Secundaria - Dirección General de Educación para Jóvenes y Adultos - Dirección General de Educación Especial - Dirección General de Orientación y Psicología | - Dirección General de Cultura - Dirección General de Currículo - Dirección de Acreditación y Titulación de Estudios - Dirección de Acreditación y Categorización de Centros - Dirección de Evaluación |

Otras instancias que pertenencen al Ministerio son:
- Oficina Nacional de Planificación y Desarrollo Educativo
- Oficina de Cooperación Internacional
- Programa de Liderazgo Educativo del Ministerio de Educación
- Oficina de Libre Acceso a la Información
- Departamento de Compas y Contrataciones
- Radio Televisión Educativa
- Oficina de Gestión Inmobiliaria (OGI)

## Dependencias
El Ministerio de Educación tiene varias instituciones que dependen de él dedicadas a la atención de estudiantes y profesores en sus diversas áreas. Estas son:
- Instituto Nacional de Atención Integral a la Primera Infancia (INAIPI)
- Instituto Dominicano de Evaluación e Investigación de la Calidad Educativa (IDEICE)
- Instituto Superior de Formación Docente Salomé Ureña (ISFODOSU), llamado así por la educadora y poetisa dominicana Salomé Ureña
- Instituto Nacional de Formación y Capacitación del Magisterio (INAFOCAM)
- Instituto Nacional de Bienestar Magisterial (INABIMA)
- Instituto Nacional de Bienestar Estudiantil (INABIE)
- Administradora de Riesgos de Salud de los Profesores Dominicanos (ARS SEMMA)
- Instituto Nacional de Educación Física (INEFI)

## Estadísticas y publicaciones
El Ministerio de Educación cuenta con un portal digital en el que se pueden encontrar estadísticas sobre educación, varios indicadores, publicaciones de análisis, estadísticas sobre las pruebas nacionales y un mapa con los centros educativos en el país. De esta manera, se pueden obtener datos sobre los distritos educativos, los planteles, el personal o el número de estudiantes.
Según este portal, en el curso 2021-2022, había unos 2,388,553 de alumnos.
| Curso académico | Número de alumnos | Sector público | Sector privado | Semioficial |
| --------------- | ----------------- | -------------- | -------------- | ----------- |
| 2016-2017       | 2,749,144         | 2,069,929      | 627,758        | 51,557      |
| 2017-2018       | 2,736,697         | 2,051,250      | 637,940        | 47,507      |
| 2018-2019       | 2,807,279         | 2,090,436      | 669,287        | 47,556      |
| 2019-2020       | 2,761,118         | 2,058,675      | 655,371        | 47,072      |
| 2020-2021       | 2,388,553         | 1,969,632      | 384,302        | 34,619      |